# Huahuasco
Huahuasco är en ort i Mexiko.   Den ligger i kommunen Tiquicheo de Nicolás Romero och delstaten Michoacán de Ocampo, i den södra delen av landet, 160 km väster om huvudstaden Mexico City. Huahuasco ligger 442 meter över havet och antalet invånare är 303.
Terrängen runt Huahuasco är varierad. Huahuasco ligger nere i en dal. Runt Huahuasco är det ganska tätbefolkat, med 60 invånare per kvadratkilometer. Närmaste större samhälle är Tiquicheo, 15,3 km väster om Huahuasco. I omgivningarna runt Huahuasco växer huvudsakligen savannskog.